# 相川堅治
相川 堅治（あいかわ けんじ、1940年（昭和15年）3月6日 - 2024年（令和6年）3月25日）は、日本の政治家。元千葉県富里市長（4期）。

## 来歴
千葉県富里村に生まれる。成田高等学校卒業。1983年（昭和58年）、富里村議会議員に初当選。
1985年（昭和60年）4月1日、富里村は町制施行。1987年（昭和62年）、富里町議会議員に2期目の当選。5期目の2002年（平成14年）4月1日、富里町は市制施行。この間、議長を7年間務めた。
2003年（平成15年）8月3日に行われた富里市長選挙に初当選。投票率は34.63％。8月25日、市長就任。2015年（平成27年）8月、元市議会議長の杉山治男を破り4選。
2018年（平成30年）12月6日、次期市長選に出馬せず4期限りで引退する意向を表明した。
2024年（令和6年）3月25日に死去。84歳没。

## 栄典
2020年 旭日中綬章受章